# Collegio uninominale Umbria - 02 (Camera dei deputati 2017)
Il collegio elettorale uninominale Umbria - 02 è stato un collegio elettorale uninominale della Repubblica Italiana per l'elezione della Camera dei deputati tra il 2017 ed il 2022.

## Territorio
Come previsto dalla legge elettorale italiana del 2017, il collegio era stato definito tramite decreto legislativo all'interno della circoscrizione Umbria.
Era formato dal territorio di 37 comuni: Assisi, Bastia Umbra, Bevagna, Cannara, Cascia, Cerreto di Spoleto, Citerna, Città di Castello, Costacciaro, Foligno, Fossato di Vico, Giano dell'Umbria, Gualdo Cattaneo, Gualdo Tadino, Gubbio, Lisciano Niccone, Monte Santa Maria Tiberina, Montefalco, Monteleone di Spoleto, Montone, Nocera Umbra, Norcia, Pietralunga, Poggiodomo, Preci, San Giustino, Sant'Anatolia di Narco, Scheggia e Pascelupo, Scheggino, Sellano, Sigillo, Spello, Trevi, Umbertide, Valfabbrica, Vallo di Nera e Valtopina.
Il collegio era quindi interamente compreso nella provincia di Perugia.
Il collegio era parte del collegio plurinominale Umbria - 01.

## Eletti
| Elezione | Elezione | Deputato                   | Partito |
| -------- | -------- | -------------------------- | ------- |
|          | 2018     | Riccardo Augusto Marchetti | Lega    |

## Dati elettorali

### XVIII legislatura
Come previsto dalla legge elettorale, 232 deputati erano eletti con sistema a maggioranza relativa in altrettanti collegi uninominali a turno unico.
| Candidati              | Candidati                            | Voti    | %     | Liste                    | Voti    | %     |
| ---------------------- | ------------------------------------ | ------- | ----- | ------------------------ | ------- | ----- |
|                        | Riccardo Augusto Marchetti ✔️ Eletto | 66 561  | 37,43 | Lega                     | 38 891  | 21,87 |
| Forza Italia           | Riccardo Augusto Marchetti ✔️ Eletto | 66 561  | 37,43 | 19 721                   | 11,09   |       |
| Fratelli d'Italia      | Riccardo Augusto Marchetti ✔️ Eletto | 66 561  | 37,43 | 6 930                    | 3,90    |       |
| Noi con l'Italia - UDC | Riccardo Augusto Marchetti ✔️ Eletto | 66 561  | 37,43 | 1 019                    | 0,57    |       |
|                        | Gino Di Manici Proietti              | 50 774  | 28,55 | Movimento 5 Stelle       | 50 774  | 28,55 |
|                        | Gianpiero Bocci                      | 47 996  | 26,99 | Partito Democratico      | 43 644  | 24,54 |
| +Europa                | Gianpiero Bocci                      | 47 996  | 26,99 | 2 894                    | 1,63    |       |
| Italia Europa Insieme  | Gianpiero Bocci                      | 47 996  | 26,99 | 755                      | 0,42    |       |
| Civica Popolare        | Gianpiero Bocci                      | 47 996  | 26,99 | 703                      | 0,40    |       |
|                        | Rossella Muroni                      | 4 279   | 2,41  | Liberi e Uguali          | 4 279   | 2,41  |
|                        | Saverio Andreani                     | 2 041   | 1,15  | CasaPound                | 2 041   | 1,15  |
|                        | Luca Ceccarelli                      | 1 729   | 0,97  | Potere al Popolo!        | 1 729   | 0,97  |
|                        | Yuri Di Benedetto                    | 1 530   | 0,86  | Partito Comunista        | 1 530   | 0,86  |
|                        | Paola Caldarelli                     | 1 165   | 0,66  | Il Popolo della Famiglia | 1 165   | 0,66  |
|                        | Roberta Conticiani                   | 848     | 0,48  | Italia agli Italiani     | 848     | 0,48  |
|                        | Valentina Priorelli                  | 378     | 0,21  | 10 Volte Meglio          | 378     | 0,21  |
|                        | Diletta Brudaglio                    | 358     | 0,20  | Partito Valore Umano     | 358     | 0,20  |
|                        | Gloria Marsiliani                    | 157     | 0,09  | PRI-ALA                  | 157     | 0,09  |
| Totale                 | Totale                               | 177 816 | 100   |                          | 177 816 | 100   |
|                        |                                      |         |       |                          |         |       |
| Voti non validi        | Voti non validi                      | 5 455   | 2,98  |                          |         |       |
| Votanti                | Votanti                              | 183 271 | 79,33 |                          |         |       |
| Elettori               | Elettori                             | 231 030 |       |                          |         |       |